# Colignon
Colignon  is een aangekondigd station van de Brusselse metro in het centrum van Schaarbeek. De locatie van het Colignonplein aan het gemeentehuis van Schaarbeek wordt tegenwoordig enkel bediend door bussen van De Lijn. Het station zal bediend worden door de nieuwe Brusselse metrolijn 3, waarvan de bouw volgens de planning zal starten in 2019 en opgeleverd moet worden in 2030. De metrolijn, en dus ook het perron zal meer dan twintig meter onder het straatoppervlak liggen.
De toegangen tot het metrostation zullen zodanig ingeplant worden dat de visuele as vanaf de Koninklijke Sinte-Mariastraat vrijgemaakt wordt, waarbij rekening wordt gehouden met de aanwezige symmetrie op het plein.
Het metrostation is genoemd naar het bovenliggend plein. Beide verwijzen naar een 19e-eeuwse luitenant-generaal en liberaal burgemeester van Schaarbeek, Achille Colignon.
Albert · 
Horta · 
Sint-Gillisvoorplein ·
Hallepoort ·
Zuidstation ·
Toots Thielemans ·
Anneessens-Fontainas ·
Beurs - Grote Markt ·
De Brouckère ·
Rogier ·
Noordstation ·
Liedts ·
Colignon ·
Verboekhoven ·
Riga ·
Linde ·
Vrede ·
Bordet Station